# Campionati italiani assoluti di atletica leggera indoor 2024
I cinquantacinquesimi campionati italiani assoluti di atletica leggera indoor si sono svolti al PalaCasali di Ancona, sede della manifestazione per la diciassettesima volta, il 17 e 18 febbraio 2024 e sono stati assegnati 26 titoli (13 maschili e 13 femminili), a cui sono stati aggiunti i titoli dei campioni italiani di prove multiple, uno maschile e uno femminile. 
Durante questi campionati Lorenzo Simonelli ha battuto il record italiano dei 60 metri ostacoli con il tempo 7"48, seguito da Matteo Togni che, con la prestazione di 7"76, ha siglato la nuova migliore prestazione italiana under 20. Nel salto in lungo Mattia Furlani, grazie a un salto di 8,34 m, ha migliorato il record italiano della specialità al coperto.
Elisa Molinarolo ha portato il record italiano del salto con l'asta indoor a 4,66 m, mentre Aurora Vicini ha migliorato la migliore prestazione italiana under 20 del salto in alto indoor, superando l'asticella posta a 1,92 m.

## Minimi di partecipazione
| Specialità  | Uomini A                                             | Max. partecipanti | Uomini B                                             | Donne A                                              | Max. partecipanti | Donne B                                              |
| ----------- | ---------------------------------------------------- | ----------------- | ---------------------------------------------------- | ---------------------------------------------------- | ----------------- | ---------------------------------------------------- |
| 60 m        | 6"74 (i); 100: 10"30 (o); 55: 6"45 (i); 50: 5"90 (i) | 24                | 6"92 (i); 100: 10"60 (o); 55: 6"44 (i); 50: 5"96 (i) | 7"46 (i); 100: 11"60 (o); 55: 7"15 (i); 50: 6"60 (i) | 24                | 7"68 (i); 100: 12"00 (o); 55: 7"18 (i); 50: 6"68 (i) |
| 400 m       | 47"40 (i); 46"40 (o)                                 | 15                | 48"80 (i); 48"10 (o)                                 | 53"90 (i); 53"30 (o)                                 | 15                | 56"50 (i); 55"70 (o)                                 |
| 800 m       | 1'51"30 (i); 1'48"00 (o)                             | 12                | 1'54"00 (i); 1'52"50 (o)                             | 2'07"00 (i); 2'04"00 (o)                             | 12                | 2'13"00 (i); 2'11"00 (o)                             |
| 1500 m      | 3'43"30 (i); 3'40"50 (o)                             | 12                | 3'54"00 (i); 3'49"00 (o)                             | 4'21"00 (i); 4'11"00 (o)                             | 12                | 4'35"00 (i); 4'31"00 (o)                             |
| 3000 m      | 8'07"00 (i); 8'02"00 (o)                             | 12                | 8’20”00                                              | 9'20"00 (i); 9'16"00 (o)                             | 12                | 9’50”00                                              |
| 60 hs       | 8"18 (i); 110hs: 14"25 (o)                           | 24                | 8"40 (i); 110hs: 14"50 (o)                           | 8"51 (i); 100hs: 13"80 (o)                           | 24                | 8"84 (i); 100hs: 14"30 (o)                           |
| Alto        | 2.17 m                                               | 12                | 2.10 m                                               | 1.80 m                                               | 12                | 1.72 m                                               |
| Lungo       | 7.60 m                                               | 12                | 7.25 m                                               | 6.20 m                                               | 12                | 5.85 m                                               |
| Asta        | 5.21 m                                               | 12                | 4.85 m                                               | 4.15 m                                               | 12                | 3.70 m                                               |
| Triplo      | 15.85 m                                              | 12                | 14.90 m                                              | 13.05 m                                              | 12                | 12.35 m                                              |
| Peso        | 17.00 m                                              | 12                | 15.00 m                                              | 14.45 m                                              | 12                | 12.20 m                                              |
| Pentathlon  | -                                                    | -                 | -                                                    | 3600; Eptathlon: 5000                                | -                 | -                                                    |
| Eptathlon   | 4800; Decathlon: 6300                                | -                 | -                                                    | -                                                    | -                 | -                                                    |
| Marcia 3 km | -                                                    | -                 | -                                                    | 14'25"00; 5000/5km: 23"15'00                         | 12                | 14'40"00 ; 5000/5km: 25'15"00 (o)                    |
| Marcia 5 km | 21’00”00                                             | 12                | 21’20”00                                             | -                                                    | -                 | -                                                    |

## Risultati

### Uomini
| Specialità                                                                              | Oro                                                                            | Prestazione | Argento                                                                                         | Prestazione | Bronzo                                                                              | Prestazione |
| Corse                                                                                   |                                                                                |             |                                                                                                 |             |                                                                                     |             |
| 60 m piani                                                                              | Chituru Ali Gruppo Sportivo Fiamme Gialle                                      | 6"57        | Samuele Ceccarelli Gruppo Sportivo Fiamme Oro                                                   | 6"66        | Marco Ricci Centro Sportivo Esercito                                                | 6"69        |
| 400 m piani                                                                             | Edoardo Scotti Centro Sportivo Carabinieri                                     | 46"57       | Riccardo Meli Gruppo Sportivo Fiamme Gialle                                                     | 46"96       | Alessandro Moscardi Atletica Firenze Marathon                                       | 47"15       |
| 800 m piani                                                                             | Francesco Pernici Gruppo Sportivo Fiamme Gialle                                | 1'49"15     | Tommaso Maniscalco Atletica Studentesca Rieti Andrea Milardi                                    | 1'49"70     | Francesco Conti Atletica Imola Sacmi Avis                                           | 1'49"89     |
| 1500 m piani                                                                            | Federico Riva Gruppo Sportivo Fiamme Gialle                                    | 3'39"80     | Pietro Arese Gruppo Sportivo Fiamme Gialle                                                      | 3'40"47     | Giuseppe Gravante Calcestruzzi Corradini Excelsior                                  | 3'47"06     |
| 3000 m piani                                                                            | Federico Riva Gruppo Sportivo Fiamme Gialle                                    | 7'57"89     | Pietro Arese Gruppo Sportivo Fiamme Gialle                                                      | 7'58"92     | Giuseppe Gravante Calcestruzzi Corradini Excelsior                                  | 8'05"48     |
| 60 m hs                                                                                 | Lorenzo Simonelli Centro Sportivo Esercito                                     | 7"48        | Matteo Togni Bergamo Stars                                                                      | 7"76        | Nicolò Giacalone Atletico Biotekna                                                  | 7"81        |
| Marcia 5000 m                                                                           | Francesco Fortunato Gruppo Sportivo Fiamme Gialle                              | 18'25"15    | Gianluca Picchiottino Gruppo Sportivo Fiamme Gialle                                             | 19'00"86    | Riccardo Orsoni Gruppo Sportivo Fiamme Gialle                                       | 19'07"15    |
| Staffetta 4×2 giri                                                                      | CUS Pro Patria Milano Luca Sito Edoardo Franzi Giorgio Isacco Andrea Panassidi | 3'16"29     | Pro Sesto Atletica Cernusco Francesco Gargantini Federico Incontri Mattia Cella Matteo Raimondi | 3'16"82     | Assindustria Sport Filippo Cibin Giovanni Lazzaro Lorenzo De Bortoli Luca Ostanello | 3'18"22     |
| Concorsi                                                                                |                                                                                |             |                                                                                                 |             |                                                                                     |             |
| Salto in alto                                                                           | Marco Fassinotti Centro Sportivo Aeronautica Militare                          | 2,22 m      | Eugenio Meloni Centro Sportivo Carabinieri                                                      | 2,20 m      | Stefano Sottile Gruppo Sportivo Fiamme Azzurre                                      | 2,20 m      |
| Salto con l'asta                                                                        | Simone Bertelli Gruppo Sportivo Fiamme Gialle                                  | 5,50 m      | Ivan De Angelis Gruppo Sportivo Fiamme Gialle                                                   | 5,30 m      | Federico Bonanni Atletica Studentesca Rieti Andrea Milardi                          | 5,20 m      |
| Salto in lungo                                                                          | Mattia Furlani Gruppo Sportivo Fiamme Oro                                      | 8,34 m      | Geovany Paz Soto Nissolino Sport                                                                | 7,65 m      | Mohamed Reda Chahboun Atletica Libertas Unicusano Livorno                           | 7,49 m      |
| Salto triplo                                                                            | Andy Díaz Gruppo Sportivo Fiamme Gialle                                        | 17,60 m     | Emmanuel Ihemeje Centro Sportivo Aeronautica Militare                                           | 17,03 m     | Enrico Montanari Associazione Sportiva La Fratellanza 1874                          | 16,33 m     |
| Getto del peso                                                                          | Zane Weir Gruppo Sportivo Fiamme Gialle                                        | 21,69 m     | Leonardo Fabbri Centro Sportivo Aeronautica Militare                                            | 21,07 m     | Lorenzo Del Gatto Centro Sportivo Carabinieri                                       | 18,97 m     |
| record dei campionati; record nazionale; record personale; record personale stagionale. |                                                                                |             |                                                                                                 |             |                                                                                     |             |

### Donne
| Specialità                                                                              | Oro                                                                                            | Prestazione | Argento | Prestazione | Bronzo                                                                                  | Prestazione |
| Corse                                                                                   |                                                                                                |             | |             |                                                                                         |             |
| 60 m piani                                                                              | Zaynab Dosso Gruppo Sportivo Fiamme Azzurre                                                    | 7"06        | Gloria Hooper Atletica Brescia 1950                                                                        | 7"31        | Carlotta Fedriga Edera Atletica Forlì                                                   | 7"33        |
| 400 m piani                                                                             | Ayomide Folorunso Gruppo Sportivo Fiamme Oro                                                   | 53"20       | Rebecca Borga Gruppo Sportivo Fiamme Gialle                                                                | 53"37       | Alessandra Bonora Gruppo Sportivo Fiamme Gialle                                         | 53"81       |
| 800 m piani                                                                             | Eloisa Coiro Gruppo Sportivo Fiamme Azzurre                                                    | 2'03"12     | Elena Bellò Gruppo Sportivo Fiamme Azzurre                                                                 | 2'03"90     | Eleonora Vandi Atletica Avis Macerata                                                   | 2'04"51     |
| 1500 m piani                                                                            | Giulia Aprile Centro Sportivo Esercito                                                         | 4'12"51     | Marta Zenoni Associazione Sportiva Luiss                                                                   | 4'12"51     | Gaia Sabbatini Gruppo Sportivo Fiamme Azzurre                                           | 4'13"61     |
| 3000 m piani                                                                            | Ludovica Cavalli Centro Sportivo Aeronautica Militare                                          | 8'47"76     | Federica Del Buono Centro Sportivo Carabinieri                                                             | 8'48"93     | Marta Zenoni Associazione Sportiva Luiss                                                | 8'50"31     |
| 60 m hs                                                                                 | Nicla Mosetti Nissolino Sport                                                                  | 8"07        | Veronica Besana Gruppo Sportivo Fiamme Gialle                                                              | 8"09        | Alice Muraro Centro Sportivo Aeronautica Militare                                       | 8"13        |
| Marcia 3000 m                                                                           | Valentina Trapletti Centro Sportivo Esercito                                                   | 12'17"98    | Alexandrina Mihai Gruppo Sportivo Fiamme Oro                                                               | 12'41"79    | Sara Vitiello Gruppo Sportivo Fiamme Oro                                                | 13'02"99    |
| Staffetta 4×2 giri                                                                      | Atletica Bergamo 1959 Oriocenter Greta Vuolo Valentina Vaccari Grace Volonterio Elisa Valensin | 3'43"91     | Associazione Sportiva La Fratellanza 1874 Melissa Turchi Alessia Baldini Alessandra Morandi Anna Cavalieri | 3'44"16     | CUS Pro Patria Milano Ilaria Burattin Serena Troiani Virginia Troiani Alexandra Troiani | 3'44"32     |
| Concorsi                                                                                |                                                                                                |             | |             |                                                                                         |             |
| Salto in alto                                                                           | Aurora Vicini CUS Parma                                                                        | 1,92 m      | Idea Pieroni Centro Sportivo Carabinieri                                                                   | 1,86 m      | Asia Tavernini Unione Sportiva Quercia Rovereto                                         | 1,84 m      |
| Salto con l'asta                                                                        | Elisa Molinarolo Gruppo Sportivo Fiamme Oro                                                    | 4,66 m      | Great Nnachi Centro Sportivo Carabinieri                                                                   | 4,45 m      | Virginia Scardanzan Atletica Silca Conegliano                                           | 4,30 m =    |
| Salto in lungo                                                                          | Larissa Iapichino Atletica Firenze Marathon                                                    | 6,80 m      | Veronica Crida Atletica Brescia 1950                                                                       | 6,28 m      | Sveva Gerevini Centro Sportivo Carabinieri                                              | 6,21 m      |
| Salto triplo                                                                            | Veronica Zanon Gruppo Sportivo Fiamme Oro                                                      | 13,42 m     | Deborah Tripodi Atletica Brescia 1950                                                                      | 12,94 m     | Corinne Challancin Atletica Firenze Marathon                                            | 12,91       |
| Getto del peso                                                                          | Anna Musci Alteratletica Locorotondo                                                           | 15,10 m     | Giada Cabai Atletica Malignani Libertas Udine                                                              | 15,08 m     | Sara Verteramo CUS Torino                                                               | 15,03 m     |
| record dei campionati; record nazionale; record personale; record personale stagionale. |                                                                                                |             | |             |                                                                                         |             |

### Campionati italiani di prove multiple indoor
| Specialità                                                                              | Oro                                            | Prestazione | Argento                                    | Prestazione | Bronzo                                             | Prestazione |
| Eptathlon (uomini)                                                                      | Lorenzo Modugno Polisportiva Triveneto Trieste | 5413 p.     | Michele Brini Atletica Imola Sacmi Avis    | 5277 p.     | Simon Zandarco Sportverein Lana Raika              | 5210 p.     |
| Pentathlon (donne)                                                                      | Marta Giovannini Atletica Cascina              | 4188 p.     | Alice Lunardon Atletica Riviera del Brenta | 4070 p.     | Sara Chiaratti Atletica Libertas Unicusano Livorno | 4019 p.     |
| record dei campionati; record nazionale; record personale; record personale stagionale. |                                                |             |                                            |             |                                                    |             |